# Адамовский поссовет
Адамовский поссовет — сельское поселение в Адамовском районе Оренбургской области Российской Федерации.
Административный центр — посёлок Адамовка.

## История
Статус и границы сельского поселения установлены Законом Оренбургской области от 2 сентября 2004 года № 1424/211-III-ОЗ «О наделении муниципальных образований Оренбургской области статусом муниципального района, городского округа, городского поселения, установлении и изменении границ муниципальных образований».

## Население
| 2010  | 2012  | 2013  | 2014  | 2015  | 2016  | 2017  |
| ----- | ----- | ----- | ----- | ----- | ----- | ----- |
| 9501  | ↗9522 | ↗9639 | ↗9706 | ↘9629 | ↘9597 | ↘9587 |
| 2018  | 2019  | 2020  | 2021  |       |       |       |
| ↘9453 | ↘9315 | ↘9196 | ↘9023 |       |       |       |

## Состав сельского поселения
| № | Населённый пункт | Тип населённого пункта          | Население |
| - | ---------------- | ------------------------------- | --------- |
| 1 | Адамовка         | посёлок, административный центр | ↗8288     |
| 2 | Айдырлинск       | посёлок                         | 205       |
| 3 | Джарлинский      | посёлок                         | 561       |
| 4 | Джусинск         | посёлок                         | 17        |
| 5 | Карабутак        | село                            | 206       |
| 6 | Нижняя Кийма     | село                            | 402       |
| 7 | Новоадамовка     | посёлок                         | 100       |
| 8 | Нововинницкое    | посёлок                         | 260       |
| 9 | Осетин           | село                            | 17        |

### Упразднённые населённые пункты
Мары — упразднённый в 2008 году хутор.